# اوزون‌کوپرو
اوزونکوپرو (به ترکی استانبولی: Uzunköprü) شهری است در کشور ترکیه که در استان ادرنه واقع شده‌است. جمعیت این شهر بر اساس سرشماری سال ۲۰۰۸ میلادی ۴۱٬۱۶۵ نفر و بر اساس برآوردهای سال ۲۰۰۹ میلادی ۴۰٬۴۲۳ نفر می‌باشد.